# Bernhard Ziegler (Paläontologe)
Bernhard Ziegler (* 4. September 1929 in Stuttgart; † 17. Juli 2013 ebenda) war ein deutscher Paläontologe, der lange Jahre Direktor des Museums für Naturkunde Stuttgart war und als ordentlicher Professor für Geologie und Paläontologie lehrte.

## Leben
Ziegler machte 1949 am Korntaler Gymnasium in Stuttgart sein Abitur und studierte Geologie und Paläontologie an der Universität Tübingen mit dem Abschluss als Diplom-Geologe 1955. Seit dem Wintersemester 1949/1950 war er Mitglied der Burschenschaft Germania Tübingen. 1955 wurde er bei Helmut Hölder zum Dr. rer. nat. promoviert. Seine Dissertation trägt den Titel Stratigraphie des Malm Delta in Schwaben und seine Ammonitenfauna. Danach war er Assistent in Tübingen und ab 1957 bei Emil Kuhn-Schnyder an der Universität Zürich, wo er sich 1962 habilitierte mit Schrift Die Ammonitengattung Aulacostephanus im Oberjura und seine Lehrtätigkeit begann. 1965 ging er an die Technische Universität Berlin, wo er sich nochmals habilitierte und 1966 außerplanmäßiger Professor und Wissenschaftlicher Rat  am Lehrstuhl für Geologie und Paläontologie wurde. 1969 wurde er ordentlicher Professor für Geologie und Paläontologie an der Universität Stuttgart und Direktor des im Schloss Rosenstein untergebrachten Staatlichen Museums für Naturkunde in Stuttgart und organisierte gleich eine Kampagne, die in Ludwigsburg seit dem Zweiten Weltkrieg ausgelagerten, vom Verfall bedrohten Sammlungsstücke, darunter die bekannten Plateosaurier aus der Trias von Trossingen, in einem Museumsneubau zu präsentieren. 1973 wurden die Saurier erstmals wieder im renovierten Zeughaus in Ludwigsburg präsentiert, ein Ableger im Schloss Rosenstein kam hinzu und 1985 erfolgte die Eröffnung des Museumsneubaus in Stuttgart (Museum am Löwentor). 1994 ging er in den Ruhestand und der Lehrstuhl für Paläontologie in Stuttgart wurde nicht neu besetzt.
Im Jahr 1991 wurde er Ehrenmitglied der Paläontologischen Gesellschaft und 1994 Ehrenmitglied der Gesellschaft für Naturkunde in Württemberg.
1969 bis 1982 war er Mitherausgeber von Geobios. Von ihm stammt ein deutschsprachiges Standardwerk zur Paläontologie.
Er war seit 1964 verheiratet und hat zwei Töchter.

## Schriften
- Der Schwäbische Lindwurm, Theiss, Stuttgart 1986 (über die Plateosaurier)
- Kleine Geschichte der Paläontologie, Stuttgarter Beiträge zur Naturkunde, Reihe C, Band 19, 1984, Stuttgarter Museum für Naturkunde, S. 1–32
- mit H. Siegel Das Museum am Löwentor, Stuttgarter Beiträge zur Naturkunde, C, Band 21, 1985, S. 3–39
- Führer durch das Museum am Löwentor, Stuttgarter Beiträge zur Naturkunde, C, Band 27, 1988, S. 1–100
- Einführung in die Paläobiologie. 3 Bände (Band 1 Allgemeine Paläontologie, Band 2,3 Spezielle Paläontologie), Stuttgart, Schweizerbart, 1972, 1983, 1998
- Paläontologie – vom Leben in der Vorzeit, Stuttgart, Schweizerbart 2008
- mit Max Urlichs, Günter Bechly Farbatlas Fossilien, Stuttgart, Ulmer 2003
- mit Max Urlichs, Rupert Wild:  Der Posidonien-Schiefer und seine Fossilien, Stuttgarter Beiträge zur Naturkunde, Staatliches Museum für Naturkunde, Stuttgart 1994
- mit Max Urlichs, Rupert Wild: Fossilien aus Holzmaden, Stuttgarter Beiträge zur Naturkunde, Staatliches Museum für Naturkunde, Stuttgart 1986